# Sematophyllum oedophysidium
Sematophyllum oedophysidium là một loài rêu trong họ Sematophyllaceae. Loài này được W.R. Buck mô tả khoa học đầu tiên năm 1983.